# アニタ・パレンバーグ
アニタ・パレンバーグ（Anita Pallenberg 、1944年1月25日 - 2017年6月13日）は、イタリア・ローマ生まれの女優、モデルである。ドイツ系イタリア人。

## バイオグラフィー
ルター派の両親をもち、学生時代はドイツの寄宿学校に入れられる。古典を読み漁るなど早熟な子どもだったが野山で遊ぶのが好きで学校にあまり行かず、退学になる。大学受験を断念してミュンヘンのアートスクールに通いグラフィック・デザインを勉強。英語・ドイツ語・イタリア語を話し、劇団の女優として美貌と才気を放つ。
1963年、ニューヨークへ渡り、ファッション誌のイタリア人カメラマンのアシスタントを務める。その関係からヨーロッパ各国でモデルの仕事を始めるようになり、『ヴォーグ』の表紙などを飾った。
映画女優としても活躍しており、1967年、独映画『Mord und Totschlag（英題：A Degree of Murder）』（フォルカー・シュレンドルフ監督、ブライアン・ジョーンズ音楽）で主演してカンヌ映画祭に招かれたほか、同時期にジェーン・フォンダ主演の『バーバレラ』（黒の女王役）、エヴァ・オーリン主演の『Candy』（看護婦役）、ローリング・ストーンズのミック・ジャガー出演の『パフォーマンス』（ジャガー演じるロックスターの愛人役）など、カルトの名作と言われる作品にハマリ役で出演し異彩を放っている。
1965年、ローリング・ストーンズのミュンヘン公演の楽屋を訪ね、バンドリーダーであったブライアン・ジョーンズと交際を始めた。しかし彼女はジョーンズの暴力的振る舞いに耐えかね、1967年より同じくストーンズのギタリストであるキース・リチャーズと付き合うようになる。彼女の影響を強く受けたリチャーズは、目のまわりにアイラインを入れたり、ファッションに彼女の服やスカーフを随所に取り入れるなど、野性的ながら退廃的な空気を漂わせた外見に変化した。彼女はジョーンズと、ドラッグや黒魔術、レズビアンを含めた奔放な性生活など、スキャンダラスな話題を振り撒きながらも、イエスマンが取り巻く中、明晰で機知の効いた提言でメンバーと対等に話ができ、当時のストーンズの音楽や悪魔的イメージに影響を与え、メンバーにとって重要な存在だった。ストーンズの楽曲「ホンキー・トンク・ウィメン」「無情の世界」は、彼女との共作という。彼女は当時ジャガーの恋人だったマリアンヌ・フェイスフルと並んで「ストーンズの女」として名を馳せる。
リチャーズとは入籍しなかったが長らく夫婦同然に生活をともにし、彼との間に長男マーロン（1969年生まれ）と長女ダンデライオン（1972年生まれ。後にアンジェラと改名）、次男タラ（1976年生まれ。生後二ヶ月余りで死亡）をもうけている。
1970年代にはリチャーズと共に重度の麻薬中毒に陥り、療養・中毒を繰り返し、心身ともに崩壊していった。1979年、リチャーズの自宅に彼女が連れ込んだ17歳の少年が彼女の目の前で『拳銃自殺』した事件を境に、破局を迎えた。
1980年代には麻薬中毒から立ち直り、ファッションデザイナーとしての活動も行っており、1990年代にはアナスイ、ヴィヴィアン・ウエストウッドなどのショーに特別出演し話題になった。アメリカの市民権も取得した。
2017年6月13日、死去。73歳没。

## 主な出演映画
- 『Mord und Totschlag（A Degree of Murder）』1967年　フォルカー・シュレンドルフ監督
- 『将軍たちの夜』1967年　アナトール・リトバク監督
- 『バーバレラ』1968年　ロジェ・ヴァディム監督
- 『キャンディ 1968年　クリスチャン・マルカン監督
- 『パフォーマンス』1970年　ニコラス・ローグ監督
- 『ミスター・ロンリー』2007年　ハーモニー・コリン監督